# Majerovce
Majerovce (in ungherese Majoros, in tedesco Meierhöfen) è un comune della Slovacchia facente parte del distretto di Vranov nad Topľou, nella regione di Prešov.